# جید فریزر
جید فریزر (انگلیسی: Jade Fraser؛ زادهٔ ۸ ژانویهٔ ۱۹۹۳) بازیگر اهل مکزیک است. وی از سال ۲۰۱۰ میلادی تاکنون مشغول فعالیت بوده است.